# Langona pilosa
Langona pilosa är en spindelart som beskrevs av Wesolowska 2006. Langona pilosa ingår i släktet Langona och familjen hoppspindlar. Inga underarter finns listade i Catalogue of Life.